# أليس بي. نيل
أليس بي. نيل (بالإنجليزية: Alice B. Neal)‏ هي كاتِبة أمريكية، ولدت في 13 سبتمبر 1828، وتوفيت في 23 أغسطس 1863.